# André Gardère
Pour les articles homonymes, voir Gardère.
Pour l’article ayant un titre homophone, voir Gardères.
André Gardère, né le 8 mai 1913 à Gérardmer (Vosges) et mort le 16 février 1977 dans le 5e arrondissement de Paris, est un escrimeur français, maniant le fleuret et le sabre. 
Il est le frère de l'escrimeur Edward Gardère.

## Carrière
André Gardère participe aux épreuves individuelle et collective de fleuret, ainsi qu'à l'épreuve de sabre par équipes lors des Jeux olympiques d'été de 1936 à Berlin, et il remporte en fleuret par équipes la médaille d'argent.
En 1936, il est classé troisième du championnat de France de fleuret, et il remporte le tournoi international d'escrime de Monte Carlo avec son frère Edward (face aux Italiens et à la Belgique).
En juillet 1937, il est quatrième des championnats du monde au fleuret individuel (alors que son frère est vice-champion), et la même année il devient Champion de France des amateurs de fleuret.
En juin 1939, alors qu'il est professeur à la S.P.E.S. du Sud-Parisien, il devient Champion de France des Maîtres d'arme au fleuret militaire.

## Maître d'armes
Maître d'armes de l'Union Sportive des Galeries Lafayette jusqu'à sa mort (USGL).
Maître d'armes de l'École nationale supérieure des arts et techniques du théâtre jusqu'à sa mort (ENSATT).
Films de Capes et d'épées des années 1950 :
- 1952 : Fanfan la tulipe de Christian-Jaque
- 1953 : Les Trois Mousquetaires d'André Hunebelle
- 1959 : Les Trois Mousquetaires, dramatique télévisée de Claude Barma
- 1959 : Le Bossu d’André Hunebelle
- 1962 : Font-aux-cabres (fresque dramatique de Félix Lope de Vega), téléfilm de Jean Kerchbron